# اغمید
اغمید (به عربی: أغمید) یک منطقهٔ مسکونی در لبنان است که در استان جبل لبنان واقع شده‌است.

## خصوصیات
اغمید ۱٬۲۰۰ متر بالاتر از سطح دریا واقع شده‌است.